# Cucullia alpheraci
Cucullia alpheraci är en fjärilsart som beskrevs av Otto Staudinger 1896. Cucullia alpheraci ingår i släktet Cucullia och familjen nattflyn. Inga underarter finns listade i Catalogue of Life.